# Израиля не будет существовать через 25 лет
«Израиля не будет существовать через 25 лет» — заявление Али Хаменеи, Верховного лидера Ирана, сделанное в речи об Израиле после соглашения по иранской ядерной программе, которое было опубликовано в его Twitter’е. Согласно официальному сайту Хаменеи, это предложение было выбрано как «самое важное и запоминающееся предложение Хаменеи» в 2015 году. Этот лозунг используется в иранской политической пропаганде, а также в День Кудс.
Хаменеи пояснил, что уничтожение Израиля направлено на вражду с израильским правительством. В то же время этот лозунг был установлен на календарном табло в Тегеране. А информационное агентство Tasnim News Agency, связанное с КСИР, приписало этот лозунг исламскому пробуждению.
Во время протестов против судебной реформы в Израиле в 2023 году Али Хаменеи и Ибрахим Раиси заявили, что падение Израиля произойдёт раньше, чем через 25 лет (до 2040 года).

## Предыстория

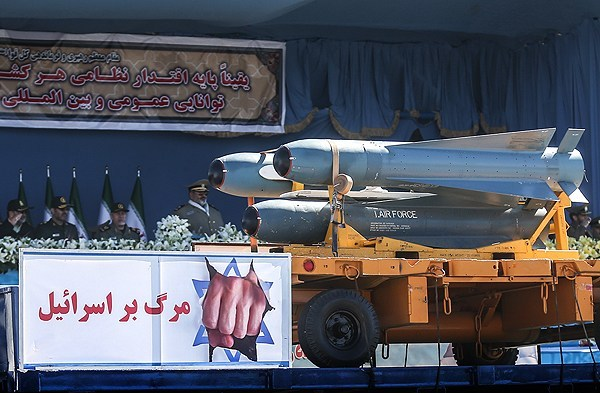
Слова «Смерть Израилю» на персидском языке, показанные на параде в Иране. Ядерная программа Ирана рассматривается как средство уничтожения Израиля или угрозы его существованию

После соглашения 2015 года между Ираном и группой 5+1 Израиль заявил, что беспокоиться о войне между Ираном и Израилем не стоит и безопасность государства Израиль гарантирована на ближайшие 25 лет.
В ответ на заявление Израиля Хаменеи сказал: «Я говорю вам, во-первых, что Израиль не увидит следующих 25 лет; во-вторых, в течение этого периода Иран сохранит дух победителя, серьёзности и джихада, и вы будете беспокоиться каждую минуту».
14 декабря 2016 года Хаменеи повторил это предложение на встрече с Рамаданом Абдуллой и сказал: «Как мы уже говорили, сионистский режим не будет существовать в ближайшие 25 лет при условии общей и объединённой борьбы палестинцев и мусульман против сионистов».
В 2017 году фразу повторил главнокомандующий армии Ирана Абед а-Рахим Мусауи. Тезис прозвучал на памятной церемонии Мухсана Худжиджи, убитого ИГИЛ.

## Реакция Израиля
Премьер-министр Израиля Биньямин Нетаньяху отметил: «Хаменеи даже не позволяет сторонникам соглашения двигаться, чтобы они могли фантазировать об этом». Он также заявил: «Этого не произойдёт. Израиль — сильная страна и станет ещё сильнее».